# Sarkoidóza
Sarkoidóza, či též Besnierova-Boeckova choroba, je multisystémové granulomatózní zánětlivé onemocnění nejasného původu (etiologie). Jedná se o autoimunitní onemocnění, projevující se hlavně u dospělých v mladém a středním věku (častěji u žen, nekuřaček). Nemoc se v počátku často projevuje postižením a zvětšením nitrohrudních uzlin (známé jako bilaterální hilová lymfadenopatie, BHL), plicní infiltrací a postižením dalších orgánů (hlavně kůže a očí, dále též postihuje kosti, játra, srdce, ledviny, slinivka, atd).
Rozlišují se následující formy sarkoidózy:
- plicní a mimoplicní
- asymptomatická a klinicky manifestní
- akutní a chronická